# Kong Jia
Kong Jia – 14. władca Chin z dynastii Xia, panujący w latach 1879–1849 p.n.e.